# 大正町 (台北市)
大正町（たいしょうちょう）は、日本統治時代の台湾における台北市の行政区画で、現在の中山区に含まれている。一丁目から三丁目までで構成された。この町名は、この区域が大正時代に計画されたことから名づけられた。大正町は三橋町の南にあり、華山駅の北側に位置した。現在の中山北路以東、新生北路以西、南京東路以南、市民大道以北の地域が大正町に含まれる。町内には行政官吏の宿舎などが整備され、当時の高級住宅街であった。町内には大正町教会もあり、「一條通」から「九條通」までの道路が通っていた。
戦後、高級住宅街であった大正町の一帯は、日本料理店やバーが林立する繁華街へと変遷した。今日では風俗営業の中心地となっている。

## 沿革
1911（明治44）年8月26日、台風の影響で台北では川が氾濫し町が水没したが、その復旧の際、日本人が永住したくなるような衛生的で美しい住宅地造成が立案され、1912（大正元）年、台北土地建物会社が台北市北東部の空き地を10万坪購入、台湾総督府や財界の支援を得て、縦貫鉄道の線路の北側に格子状に道が配されて新興住宅地として整備され、日本人のほか、「内地式の暮らしを受け入れること」を条件に台湾人や外国人も居住が許された。桜並木も作られたが気候が合わず根付かなかった(大正町造成に関わった木村泰治がのちに陽明山に植樹して実現させた）。
敗戦により日本人の所有物はすべて中華民国国民党政府に没収され、中国人官吏などの住居としてあてがわれたが、その後多くが建て直され、木造平屋の日本家屋はほとんど残っていない。

## 人口
1930年当時、大正町の人口は3,205人であった。その大多数は、日本本土に本籍を持つ「内地人」であった。

## 町内の施設

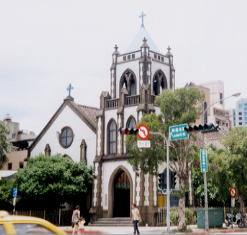
大正町教会。1937年竣工

（東西の道、縦貫鉄道線路沿いから北に向かって）
- 一條通（市民大道二段）
- 二條通（中山北路一段33巷）
- 三條通（中山北路一段53巷及林森北路67巷）
- 四條通（長安東路一段）- 大正町通り（現・林森北路）との角に日本聖公会台北大正町教会（史跡として現存）
- 五條通（中山北路一段83巷及林森北路85巷）
- 六條通（中山北路一段105巷及林森北路107巷）
- 七條通（中山北路一段121巷及林森北路119巷）
- 八條通（中山北路一段135巷及林森北路133巷）
- 九條通（林森北路138巷及145巷）

（南北の道）
- 中通（長安東路一段30巷及長安東路一段53巷）
- 大正公園（林森北路、長安東路一帯、現存せず）